# Australotaenia
Genre
Australotaenia est un genre de cestodes de la famille des Proteocephalidae.

## Systématique
Le genre Australotaenia a été créé en 2010 par les parasitologues suisses Sophie de Chambrier (d) et Alain de Chambrier (d) avec pour espèce type Australotaenia hylae.

## Liste d'espèces
Selon ITIS (11 septembre 2021) :
- Australotaenia bunthangi de Chambrier & Scholz, 2012
- Australotaenia grobeli de Chambrier & de Chambrier, 2010
- Australotaenia hylae (Johnston, 1912) - espèce type

## Étymologie
Le nom du genre fait référence à la zone de répartition de ces espèces.

## Publication originale
- (en) Sophie de Chambrier et Alain de Chambrier, « Two new genera and two new species of proteocephalidean tapeworms (Eucestoda) from reptiles and amphibians in Australia », Folia Parasitologica, Institute of Parasitology of the Czech Academy of Sciences (d), vol. 57, no 4,‎ 1er novembre 2010, p. 263-279 (ISSN 0015-5683 et 1803-6465, PMID 21344839, DOI 10.14411/FP.2010.033, lire en ligne).